# جورج هاميلتون بيرس
جورج هاميلتون بيرس (بالإنجليزية: George Hamilton Pearce)‏ هو كاهن كاثوليكي أمريكي، ولد في 9 يناير 1921 في بوسطن في الولايات المتحدة، وتوفي في 30 أغسطس 2015.